# Mouvement pour la liberté et les droits du peuple
Le Mouvement pour les libertés et les droits du peuple (自由民権運動, Jiyū Minken Undō) était un mouvement politique et social japonais pour la démocratie des années 1870-1880, en opposition des oligarques vainqueurs de la guerre civile de 1868, qui avaient confisqué le pouvoir.

## Histoire
Le point de départ traditionnel du Mouvement est la rédaction par Itagaki Taisuke et plusieurs guerriers de rang moyen d'un Mémorandum pour l'établissement d'une chambre élue par le peuple (民撰議院設立建白書, Minsen giin setsuritsu kenpankusho), présenté aux oligarques en janvier 1874. Itagaki et ses proches fondent la même année la première association politique, la Aikoku Kōtō (Part public des patriotes). D'autres organisations naissent un peu partout en parallèle.
Les oligarques essaient de se concilier Itagaki lors de la Conférence d'Osaka de 1875 mais, rompant à nouveau avec eux, Itagaki fédère les différentes associations en mars 1880 dans une Ligue pour l'établissement d'une assemblée nationale (国会期成同盟, Kokkai kisei dōmei), qui adressera une pétition à l'empereur pour demander l'établissement d'une assemblée nationale. Le Mouvement rassemble alors les guerriers pauvres, les marchands et les paysans dans une suite de revendications qu'ils rassemblent sous le slogan « droits du peuple » (民権, minken) ou encore « droits naturels » (天賦人権, tenpu jinken) : établissement d'un parlement, des droits civiques, réduction de la fiscalité, révision des traités inégaux contractés avec les Etats-Unis et les puissances européennes.
Le Mouvement se structure avec la création des premiers partis politiques : en 1880, le Parti de la liberté (Jiyūtō), inspiré par la Révolution française, et, en 1882, le Parti réformiste constitutionnel (Rikken Kaishintō), qui prend modèle sur l'Angleterre. Les idées démocratiques se diffusent grâce à des figures telles que Chōmin Nakae, qui allie une activité de journaliste militant avec la traduction (du contrat social traduit en 1882-3).
De multiples projets de constitutions voient le jour dans les rangs du Mouvement. Mais le décalage grandit entre les chefs du Mouvement, tentés par les postes ministériels proposés par les oligarques et la base, qui se tourne vers l'action violente. Celle-ci culmine en 1884 avec la Révolte de Chichibu (Incident de Chichibu). Après la dissolution du Parti de la liberté en 1884, Nakae Chômin et d'autres figures politiques relancent le Mouvement en 1886. 
Le mouvement a incité le gouvernement Meiji à établir une constitution en 1889 et une Diète en 1890 ; mais d'autre part, il n'a pas réussi à desserrer l'emprise du gouvernement central et sa demande de démocratie est demeurée lettre morte, le pouvoir continuant à résider dans l'oligarchie de Meiji (Chōshū-Satsuma) parce que la constitution de Meiji affranchissait seulement les hommes qui avaient payé un montant substantiel en impôts fonciers, en raison de la réforme de la taxe foncière en 1873.

## Personnes liées au mouvement
- Itagaki Taisuke
- Ōkuma Shigenobu
- Gotō Shōjirō
- Ueki Emori
- Shimpei Eto
- Soejima Taneomi
- Ōi Kentarō
- Naitō Roichi
- Numa Morikazu
- Nakae Chōmin
- Tokutomi Sohō
- Inoue Kaoru
- Ido Reizan
- Fukuda Hideko
- Chiba Takusaburō, auteur de la « Constitution Itsukaichi » (五日市憲法?), un projet de constitution pour l'empire du Japon.